# Tournebroche

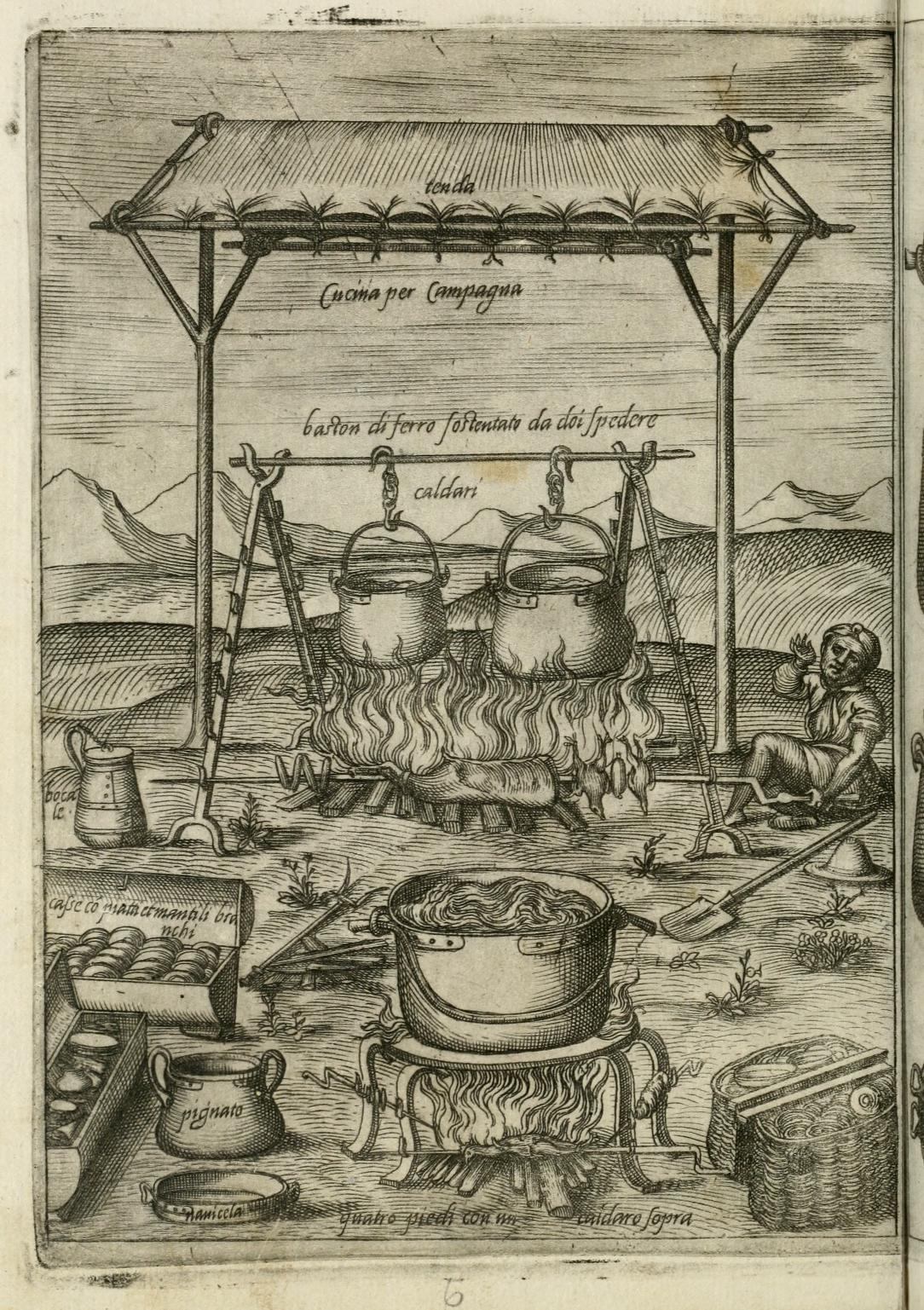
Hâtiers doubles utilisés en rase campagne comme tournebroche, illustration du livre de cuisine Opera, de Bartolomeo Scappi, publié en 1570.

Un tournebroche est un appareil destiné à la cuisson d'un animal entier ou découpé en le faisant tourner sur une broche à rôtir d'un mouvement régulier, grâce à une manivelle, un mécanisme d'horlogerie actionné par un poids, un ressort ou de la vapeur, ou grâce à un moteur électrique.

## Historique

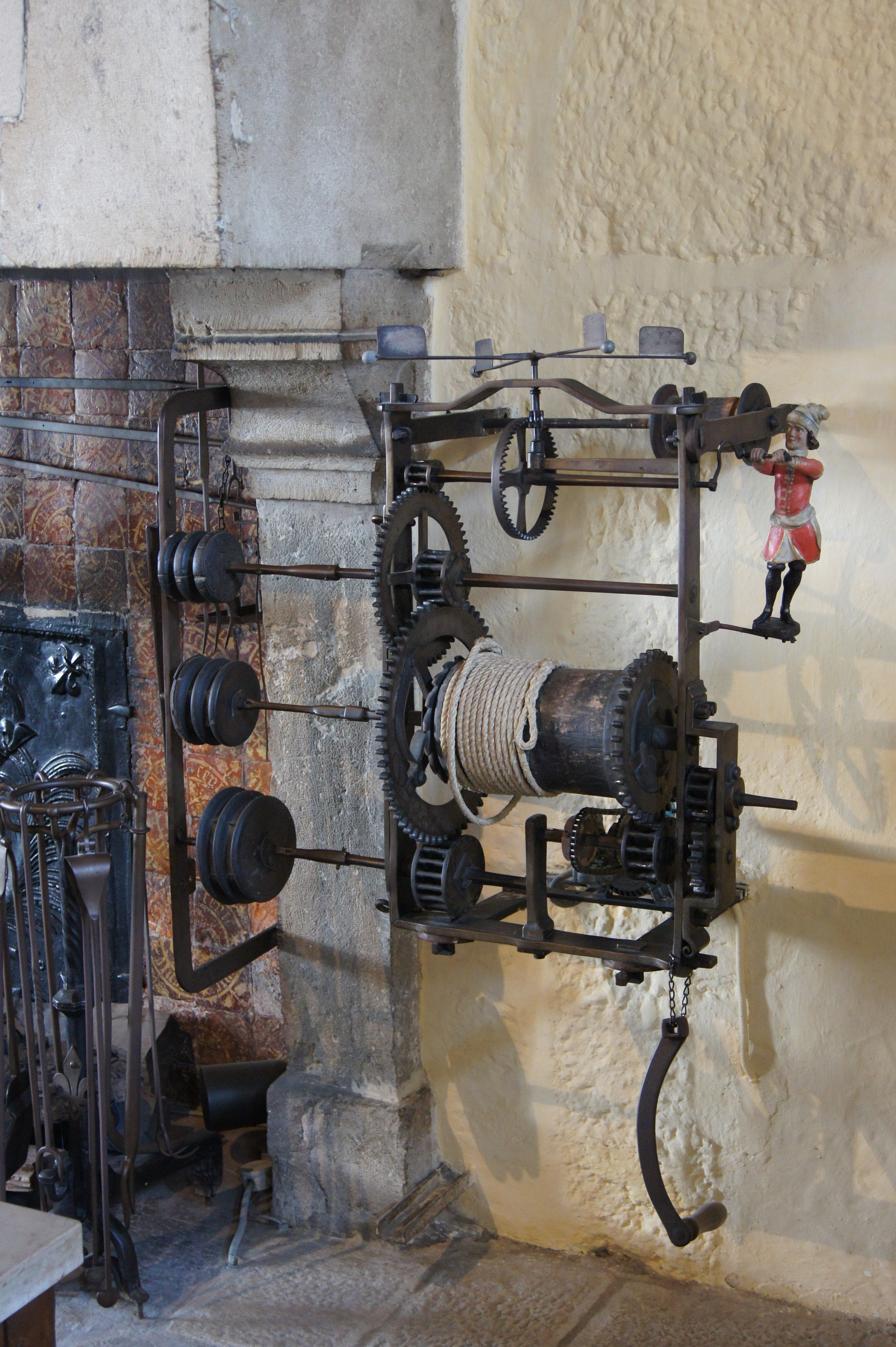
Tournebroche à volant.

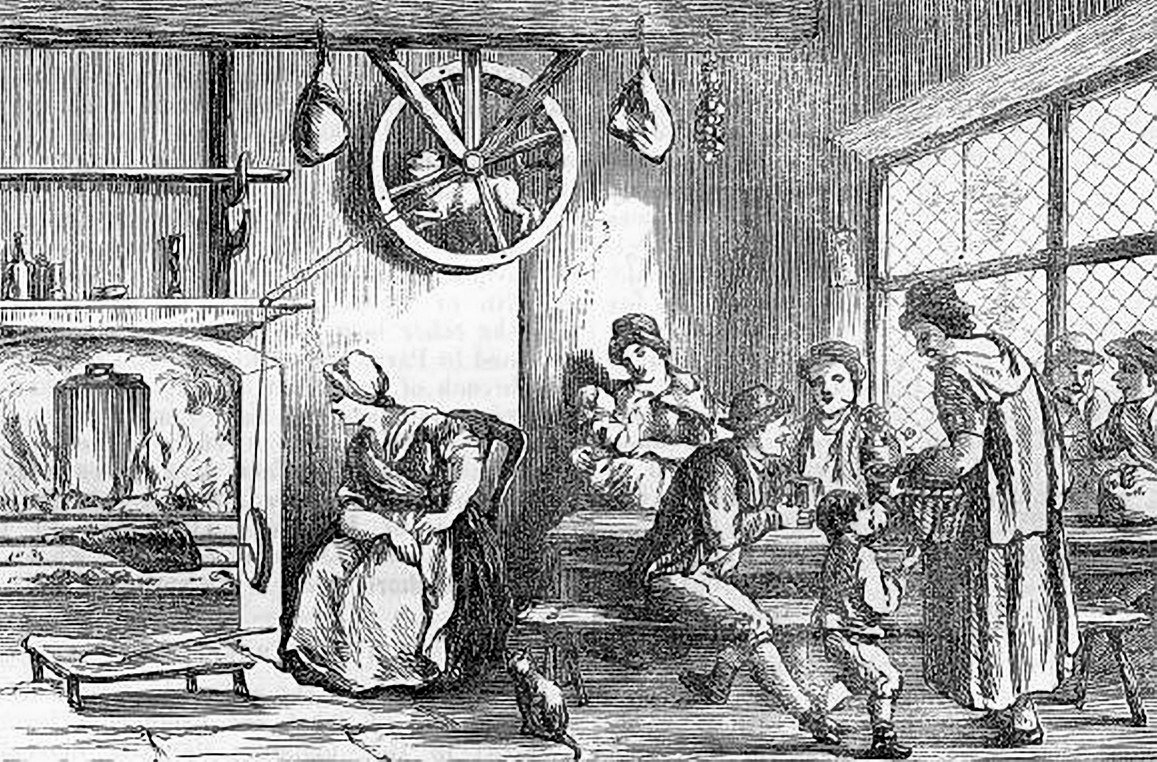
Turnspit dog (ou chien tournebroche au travail).

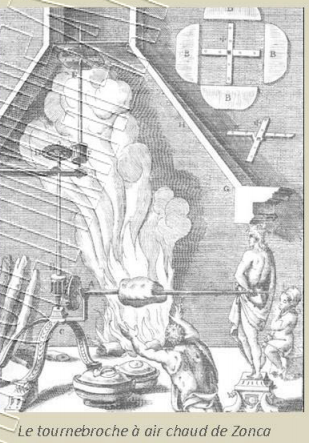
Tournebroche à vapeur de Vittorio Zonca.

Jusqu'au XVIe siècle, la broche est tournée à la main par un marmiton appelé lui aussi tournebroche, ou actionnée par des roues ou tambours en bois dans lesquels avance un chien dit turnspit dog ou « chien tournebroche ».
Le plus souvent, les foyers et cheminées sont équipés de « landiers à crochets » ou « hâtiers », grands chenets sur lesquels tournent la broche. L'usage des tournebroches permet de cuire uniformément les faces de la viande et arroser automatiquement le rôti, le jus qui s'en écoule restant à sa surface plus longtemps en raison de la rotation, ce qui charge le jus en sucs avant qu'il ne tombe dans la lèchefrite.
Les tournebroches mécaniques automatiques se généralisent au XVIIe siècle, remplaçant les marmitons et chiens tournebroche, grâce à différents mécanismes : tournebroche à contrepoids régularisés par un volant, apparus dans la seconde moitié du XVIe siècle ; tournebroches à ressort, en fer et cuivre, qui datent des dernières années du XVIIIe siècle ; tournebroches à vapeur dont la roue à ailettes est actionnée par de la vapeur produite dans une chaudière.
Le savant turc, Taqi al-Din, décrit en 1551 un exemple de tournebroche à vapeur dans son ouvrage, Al-Turuq al-samiyya fi al-alat al-ruhaniyya. Il existe au musée de Valenciennes un dessin de Léonard de Vinci qui représente un tournebroche mû par la vapeur (plus précisément de l'air raréfié).
Les tournebroches mécaniques ont été remplacés par les tournebroches électriques pour les pièces de viande pas trop lourdes.

## Types
Il existe différents types de tournebroches répondant aux exigences des particuliers mais aussi des professionnels.

### Tournebroche au bois
C'est, traditionnellement, le premier tournebroche auquel on pense. Il est composé d'une broche permettant de recevoir la pièce de viande et de braise permettant d'assurer la cuisson des ingrédients. Il confère à la viande un goût spécifique (comme pour les barbecues) mais présente néanmoins des risques d'incendies. Produisant des flammèches, ces types de tournebroches sont parfois interdits dans certaines régions et ne peuvent être installés à moins de deux cents mètres d'un espace boisé. Ils ne peuvent également être utilisés qu'en extérieur.

### Tournebroche au gaz
Ce type de tournebroche fonctionne comme le traditionnel, avec une broche et un moteur permettant de faire tourner la viande (équipé d'un moteur électrique) ou manuellement. Il est équipé de radiants qui sont chauffés au gaz. Les avantages de ce type de tournebroche sont :
- il peut être utilisé à l'intérieur ;
- il répond aux exigences de législation et peut donc être utilisé en extérieur quelle que soit sa localisation ;
- il permet une meilleure gestion de la chaleur puisque les radiants diffusent une température constante.

### Tournebroche électrique
Comme le tournebroche au gaz, il est équipé de la broche, d'un moteur et de résistances. Cette fois-ci, la totalité de l'équipement fonctionne à l'électricité. L'avantage de ce type d'énergie est qu'elle est sécurisée. Les tournebroches électriques sont de plus en plus utilisés pour des démonstrations de cuissons dans des lieux clos comme les supermarchés.